# Web NDL Authorities

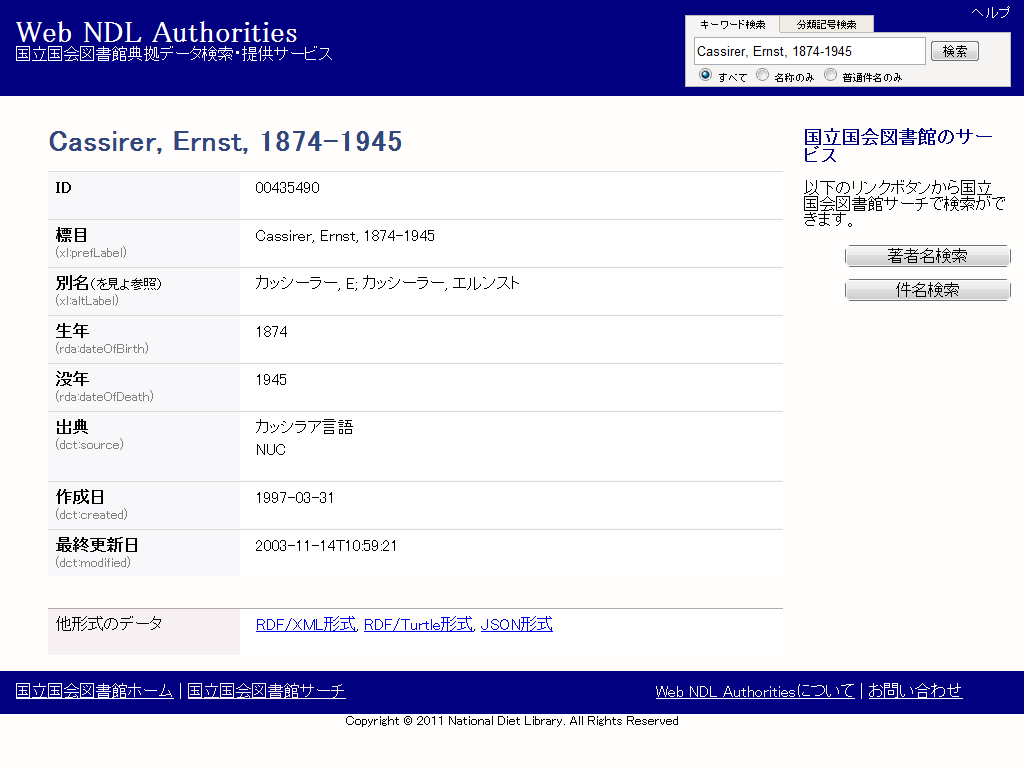
Web NDL Authorities: Screenshot (2012)

Web NDL Authorities (japanisch 国立国会図書館典拠データ検索・提供サービス Kokuritsu Kokkai Toshokan Tenkyo Dēta Kensaku, Teikyō Sābisu) ist eine Normdatei der Nationalen Parlamentsbibliothek (NDL) in Japan. Der englische Name der Datei wird auch in japanischen Texten verwendet. Die Datei umfasst Personen, Familiennamen, Körperschaften, Ortsnamen und Einheitstitel.

## Entstehung
Das seit 1964 verwendete Klassifikationssystem National Diet Library Subject Headings (NDLSH) wurde ab 2004 von gedruckten Medien auf eine Datenbank umgestellt und dabei erneuert und erweitert. Zunächst wurde die Datei als Text- und PDF-Datei online bereitgestellt. Am 30. Juni 2010 wurde sie dann unter dem Namen Web NDLSH als WWW-Angebot veröffentlicht.
Für Personen veröffentlichte die NDL ab 1997 die Normdatei JAPAN/MARC(A), die auf der Nationalbibliografie JAPAN/MARC beruhte.
Im Januar 2012 wurden die Web NDL Authorities veröffentlicht. Sie vereinen die NDLSH und die Personennormdatei und ermöglichen im WWW, sie gemeinsam zu durchsuchen.